# 阿塔尤爾特
阿塔尤爾特是土耳其的城鎮，由梅爾辛省負責管轄，位於該國南部，距離首府梅爾辛72公里，海拔高度5米，主要經濟活動有農業，2011年人口7,218。